# Емергія
Емергія (англ. Emergy) — це кількість енергії, яка була витрачена на прямі та непрямі перетворення для виготовлення товару чи послуги. Емергія (Em) — це міра відмінності в якості між різними формами енергії.
Це вираження всієї енергії, яка використовується в робочих процесах, які генерують продукт або послугу в одиницях одного типу енергії. Емергія вимірюється в одиниці під назвою емджоуль.
Дана одиниця стосується наявної енергії, витраченої на перетворення.
Термін пояснює різні форми енергії та ресурсів (наприклад, сонячне світло, вода, викопне паливо, корисні копалини тощо). Кожна форма породжується процесами трансформації в природі, і кожна має різні можливості підтримувати роботу в природних та людських системах.

## Визначення та приклади
Емергія — кількість енергії однієї форми, яка використовується для перетворень безпосередньо та опосередковано для виготовлення товару чи послуги. Одиницею є емджоуль або емердж джоуль.
Конвертування таких ресурсів як: сонячне світло, паливо, електроенергія виражає кожен з них в емджоулях сонячної енергії, необхідної для їх виробництва.
Таким чином, розрізняють: сонячні емджоулі, вугільні емджоулі або електричні емджоулі, в більшості випадків дані надаються в сонячних емджоулях.
| Роки         | Значення | Позначення                                                                                         | Вимірність                                                                         | Джерела |
| ------------ | --- | -------------------------------------------------------------------------------------------------- | ---------------------------------------------------------------------------------- | ------- |
| 1967–1971    | Органічні речовини базового рівня. Уся ресурсна енегрія (дерево, торф, вугілля, нафта, жива біомасса і т.д.) виражається у одиницях органічної матерії.                                          | Sunlight equivalent to organic matter = 1000 solar kilocalories per kilocalorie of organic matter. | g dry wt O.M.; kcal, conversion from OM to kcal = 5kcal/g dry wt.                  | [ 4 ]   |
| 1973–1980    | Викопне паливо, у першу чергу вугілля. Енергія з більш низькою ефективністю (сонячне світло, рослини, деревина і т.д.) виражалась у одиницях випного палива, пізніше - у вугільному еквіваленті. | Direct sunlight equivalents of fossil fuels = 2000 solar kilocalories per fossil fuel kilocalorie. | Fossil fuel work equivalents (FFWE) and later, coal equivalents (CE)               |         |
| 1980–1982    | Базова глобальна сонячна енергія. Уся енергія з вищою ефективністю (вітер, дощ, приливи, органічна матерія, дерево, паливо і т.д.) виражалась у одиницях сонячної енергії.                       | 6800 global solar Calories per Calorie of available energy in coal.                                | Global solar calories (GSE).                                                       | [ 5 ]   |
| 1983–1986    | Доказано, що сонячна енергія, термальне тепло та приливи є основою для глобальних процесів. Загальна емергетична сума даних джерел = 9,44 E24 сонячних джоулів у рік.                            | Embodied solar joules per joule of fossil fuels = 40,000 seJ/J                                     | Embodied solar equivalents (SEJ) and later called "emergy" with nomenclature (seJ) | [ 6 ]   |
| 1987–2000    | Подальше уточнення мірності загальної енергії, що керує глобальними процесами. Перейменування базової сонячної глобальної енергії у емергію.                                                     | Solar Emergy per Joule of coal energy ~ 40,000 solar emjoules/ Joule (seJ/J) named Transformity.   | seJ/J = Transformity; seJ/g = Specific emergy                                      |         |
| 2000–present | Емергообмін, що приводить у рух біосферу оцінений у 15,83 E24 сонячних джоулів у рік, збільшуючи усі розраховані трансформації у відношенні 15,83 / 9,44 = 1,68.                                 | Solar emergy per Joule of coal energy ~ 6.7 E 4 seJ/J                                              | seJ/J = Transformity; seJ/g = Specific emergy                                      | [ 7 ]   |

Unit Emergency Values (UEVs) — інструмент, необхідний для отримання однієї одиниці продукції.
Типи UEVs:
- Трансформість — потенціал енергетичного обміну на одиницю наявної енергії. Наприклад, якщо для генерування деревини джоуля потрібно 10 000 сонячних емджоулей, то сонячна трансформація цієї деревини становить 10 000 сонячних емджоулей на джоуль (скорочено seJ / J). Сонячна трансформація сонячного світла, поглиненого землею, становить 1,0 за визначенням.

- Специфічна Емергія — Продукування на одиницю виробництва, що як правило виражається у вигляді сонячного світла на грам (seJ / g). Даний тип вимірності емергії потрібен для визначення питомої цінності матеріалів, де одиничне значення будь-якої речовини збільшується у відповідності з її концентрацією. Елементи та сполуки, які не володіють достатньою ефективністю, мають більше співвідношення насаджень та маси, коли їх виявляють у концентрованому вигляді, оскільки для їх концентрації потрібно просторово та хімічно виконувати більш екологічні роботи.

- Емерджі на одиницю грошей — Термін, що виражає генерування однієї одиниці економічного продукт(виражена в грошовому виразі). Він використовується для конвертації грошей у емергетичну вимірність. Середнє співвідношення емерджі / грошей у сонячних емджоулях / $ обчислюється поділивши загальне вриробництво емерджі державою чи нацією на її валовий економічний продукт (ВВП). Він змінюється залежно від країни і, як показано, щороку зменшується, що є одним з показників інфляції. Цей коефіцієнт грошей / емерджі корисний для оцінки вкладів послуг, наданих у грошових одиницях, де визначається середня заробітня ставка.

| Термін                                                                  | Значення | Позначення                                                                | Вимірність                    |
| ----------------------------------------------------------------------- | --- | ------------------------------------------------------------------------- | ----------------------------- |
| Базові вимірності та властивості                                        | |                                                                           |                               |
| Емергія (англ.Emergy)                                                   | Це кількість наявної енергії деякого типу (як правило сонячного), що генерує потік або зберігання енергії чи речовини.   | Em                                                                        | seJ (solar equivalent Joules) |
| Поточна Емергія (англ.Emergy Flow)                                      | Поточна емергія, що пов'язана з енергообміном енергії\матеріалу у систему\процес.                                        | R=renewable flows; N= nonrenewable flows; F= imported flows; S= servicesП | seJ*time−1                    |
| Валовий Емергетичний Продукт (англ.Gross Emergy Product)                | Загальна емергія, що забезпечує життєдіяльність національної, чи регіональної економіки.                                 | GEP                                                                       | seJ*yr−1                      |
| Інтенсивні вимірності та властивості                                    | |                                                                           |                               |
| Трансформація (англ.Transformity)                                       | Перетікання емергії у одиницю виробничого процесу енергії.                                                               | Τr                                                                        | seJ*J−1                       |
| Специфічна Емергія (англ.Specific Emergy)                               | Емергія на одиницю сухої маси матеріалу.                                                                                 | SpEm                                                                      | seJ*g−1                       |
| Емергетична валютна ємність (англ.Emergy Intensity of currency)         | Емергія на одиницю ВВП регіону чи країни.                                                                                | EIC                                                                       | seJ*curency−1                 |
| Просторові інтенсивні вимірності та властивості                         | |                                                                           |                               |
| Емергетична Густина (англ.Emergy Density)                               | Емергія, що накопичена у одиниці матеріалу.                                                                              | EmD                                                                       | seJ*volume−3                  |
| Часові інтенсивні вимірності та властивості                             | |                                                                           |                               |
| Емергорозширення (англ.Empower)                                         | Емергетичний потік у стані енергообміну чи використання на одиницю часу.                                                 | EmP                                                                       | seJ*time−1                    |
| Емергорозширення Інтенсивності (англ.Empower Intensity)                 | Поверхнева емергія на одиницю часу та поверхні.                                                                          | EmPI                                                                      | seJ*time−1*area−1             |
| Емергорозширення Густини (англ.Empower Density)                         | Вивільнена емергія на одиницю часу та матеріалу.                                                                         | EmPd                                                                      | seJ*time−1*volume−3           |
| Вибрані Показники Ефективності (англ.Selected Performance Indicators )  | |                                                                           |                               |
| Реалізована Емергія (англ.Emergy released (used))                       | Загальна емергія залучена у процес.                                                                                      | U= N+R+F+S                                                                | seJ                           |
| Коефіцієнт Трансформованої Емергії (англ.Emergy Yield Ratio)            | Загальна трансформована емергія на одиницю вихідної емергії.                                                             | EYR= U/(F+S)                                                              | —                             |
| Коефіцієнт Екологічного Завантаження (англ.Environmental Loading Ratio) | Загальна кількість відновлюваної та імпортованої енергії, що вивільняється на одиницю локального відновлюваного ресурсу. | ELR= (N+F+S)/R                                                            | —                             |
| Коефіцієнт Індексу Стійкості (англ.Emergy Sustainability Index)         | Трансформована Емергія на одиницю Екологічного Завантаження.                                                             | ESI= EYR/ELR                                                              | —                             |
| Відновлювальність (англ.Renewability)                                   | Відсоток загальної енергії, що вивільняється (використовується), та відновлюється природним чином.                       | %REN= R/U                                                                 | —                             |
| Емергетичний Коефіцієнт Інвестицій (англ.Emergy Investment Ratio)       | Емергетичні інвестиції, необхідні для використання локальних ресурсів.                                                   | EIR= (F+S)/(R+N)                                                          | —                             |